# Vladimir Frajtić
 Vladimir Frajtić (Bjelovar, 17. srpnja 1910. – Zagreb, 20. lipnja 1989.), bio je hrvatski nacionalni borac i politički uznik. Političkim uznikom bio je kroz tri države: u Kraljevini Jugoslaviji (10 godina), za vrijeme NDH (1 godina) te nakon Drugoga svjetskog rata i u komunističkoj Jugoslaviji (12 godina) ↓1.

## Životopis
Vladimir Frajtić rodio se 1910. godine u Bjelovaru. Nakon svršene osnovne škole u rodnome Bjelovaru preselio se k rođakinji u Zagreb gdje je polazio i svršio ugostiteljsku školu te je dobio zvanje konobara. Godine 1927. upisao se je u "Podoficirsku školu" u Zagrebu, a 1928. godine postao je podnarednik-pitomac.
Dne 1. prosinca 1928. godine na Zagrebačkoj katedrali, na dan planirane proslave ujedinjenja, Ivan Bernardić izvjesio je s dvojicom prijatelja (Šime Dračar i Vladimir Rožić) tri crna barjaka koji su bili napravljeni od crnoga platna kojim je bio ovijen Hrvatski seljački dom prigodom smrti i sprovoda Stjepana Radića i drugova. U reakciji vojske i policije nakon toga smrtno je ranjen sedamnaestogodišnji Stanko Petrić. Vladimir Frajtić odbio je tada pucati na prosvjednike pozvavši i ostale vojnike, rekavši: "Mi smo se zakleli za kralja i za domovinu, da ćemo ih štititi, ali se nismo zakleli da ćemo pucati u goloruk narod!".

### Uhićenje, sud i robija u Kr. Jugoslaviji
Sudionici te akcije privedeni su na saslušanje te nakon nekoliko dana pušteni su braniti se sa slobode, a na osnovu ukaza jugoslavenskoga kralja Aleksandra I. Karađorđevića amnestirani su 6. veljače 1929. godine. Vladimir Frajtić je, zbog svoga djela sudjelovanja u prosvjedu, bio osuđen na 7 godina robije, a nakon što se žalio kazna mu je povišena na 12 godina.
Kaznu je izdržavao u kaznionici u Lepoglavi (1929. – 1935.) te u Srijemskoj Mitrovici (1935. – 1937.), a zatim od druge polovice 1938. godine ponovno u kaznionici u Lepoglavi gdje je bio premješten zajedno s Ivanom Bernardićem.
Iz kaznionice u Srijemskoj Mitrovici pobjegao je 1937. godine. Vratio se u Zagreb i javio dru Pavlu Gregoriću koji ga je 1938. godine poslao za Španjolsku. Put u Španjolsku nije uspio, te se Frajtić vratio u Zagreb. Uskoro je otkriven i vraćen u kaznionicu u Srijemskoj Mitrovici. Iz kaznionice je izišao 1939. godine, kada je pušten nakon potpisivanja sporazuma Cvetković-Maček i amnestije koja je potom uslijedila.

### Drugi svjetski rat
Nakon uspostave NDH na Hebrangov nagovor ustupio je svoj stan na raspolaganje CK KPH i u njemu su se održavali sastanci CK KPH. Istodobno u tome stanu bilo je skladište oružja i sanitetskoga materijala te su se u njemu skrivali i članovi CK KPH, među njima i Andrija Hebrang. Frajtić je obavljao i dužnosti tjelohranitelja pojedinih članova CK KPH te dužnosti glasonoše. Zajedno s njim bila je angažirana i njegova supruga Margita. Andrija Hebrang uhićen u akciji ustaške policije 25. veljače 1942. godine i pri tome je teško ranjen u glavu. Nakon toga uhićen je i Vladimir Frajtić te je bio osuđen na dvije godine logora no ipak, ne dospijeva u Jasenovac jer mu je pomogao zatvorski liječnik koji ga je zadržao u zatvorskoj bolnici. Nakon godine dana provedenih u ustaškome zatvoru na intervenciju tadašnjega ministra NDH Janka Tortića, u ožujku 1943. godine, Frajtić je pušten na slobodu, a početkom sljedeće godine, prodao je stan, preselio ženu i dvoje djece u Sisak i otišao u partizane. Odmah po dolasku povezao se s Andrijom Hebrangom i u početku je obavljao poslove ekonoma CK KPH a nakon toga postao je i instruktorom OZNE.

### Nakon Drugoga svjetskog rata
Nakon Drugoga svjetskog rata, do 1947. godine, vodio je "Narodnu gostionu" za potrebe OZNE, a nakon toga postao je šef milicionarskih menzi u Zagrebu. Dne 1. kolovoza 1948. godine uhićen je po nalogu Aleksandra Rankovića i UDBE iz Beograda. U beogradskome zatvoru Glavnjači bio je četiri godine saslušavan i mučen jer nije htio lažno svjedočiti o "izdaji" Andrije Hebranga. Njegova supruga Margita, koja je isto bila uhićena, tri godine provela je u zatvoru (1948. – 1951.). ↓2
U Glavnjači su ga istražitelj Mile Milatović i njegovi pomoćnici pripremali za glavnoga svjedoka protiv Andrije Hebranga, a nakon četiri godine samice, mučenja i ucjenjivanja, pristao je na svjedočenje prema njihovom scenariju. Naučio je ono što su od njega tražili no kada je bio suočen s Andrijom Hebrangom, čuvši od njega izgovoreno: Dakle, i njega ste uhapsili za zasluge koje nam je učinio, predomislio se i odbio je "svjedočiti". Kada je Frajtić rekao Hebrangu da je i njegova žena Margita ovdje, Hebrang je Milatoviću rekao: E, sad nemojte reći da ljude ne prisiljavate.
Suđenje Vladimiru Frajtiću održano je 1952. godine i na montiranome političkome procesu osuđen je na kaznu smrti strijeljanjem. Nakon žalbe ta mu je kazna zamijenjena doživotnim zatvorom. Kasnije mu je zatvorska kazna smanjena na 20 godina. Od toga proveo je 12 godina u zatvorima, potpuno nevin. Kaznu je izdržavao u kaznionicama u Srijemskoj Mitrovici i Staroj Gradišci. Uvjetno je otpušten 1960. godine, a amnestiran je 1962. godine. Nakon toga zaposlio se je u ugostiteljskom poduzeću "Jelen" u Dubravi. U mirovinu je otišao 1964. godine.
»Nevino osuđeni Vladimir Frajtić tražio je 1980. obnovu postupka s opsežnom dokumentacijom o Milatovićevom opskurnom scenariju špijunaže. Zahtjev za rehabilitacijom ponovno je 1990. podnijela njegova žena Margita. Ni ovaj puta nije prihvaćen! Vladimir je na robiji proveo ukupno 23 godine. Zagrebački mediji nisu objavili vijest o smrti Vladimira Frajtića, premda je i u svjetskim razmjerima rijetka takva dugotrajna robija. Šimi Balenu, svjedoku ratnih zbivanja, odbili su objaviti plaćeni oglas s Posljednjim pozdravom jer je u njemu opisan Vladimirov povijesni čin pred Katedralom.«
Partizanska spomenica 1941. koja mu je oduzeta na početku procesa protiv njega nije mu bila vraćena.
Godine 1984. Ivan Supek objavio je roman o Andriji Hebrangu, Krunski svjedok u Hebrangovom slučaju, koji razvija kroz sudbine njegovih prijatelja Marina (Šime Balen) i Mateka (Vladimir Frajtić).
Umro je u Zagrebu, 20. lipnja 1989. godine.

## Spomen
- Jedna ulica u Bjelovaru nazvana je po njemu, Ulica Vladimira Frajtića.